# John Ross (Bischof, Carlisle)
John Ross (auch Ros oder Rosse) († vor 4. Mai 1332) war ein englischer Geistlicher. Ab 1325 war er Bischof von Carlisle.

## Herkunft und Aufstieg als Geistlicher
John Ross war ein Sohn des Stoffhändlers Roger le Mercer und dessen Frau Sibyl aus Ross in Herefordshire. Er benannte sich später nach der Stadt. Ross machte an der Universität Oxford einen Abschluss als Magister und wurde vor 1289 Subdiakon an der Kathedrale von Hereford. 1289 ernannte ihn Bischof Swinfield zu seinem Anwalt an der Kurie in Rom. Vor 1300 hatte Ross den Grad eines Doktors des römischen Rechts erlangt, als er Mitglied des Haushalts von Erzbischof Winchelsey wurde. Von 1300 bis 1304 diente er als Winchelseys Anwalt in Rom. Ross verfolgte noch immer eine juristische Karriere am Papsthof, als ihn Bischof Swinfield 1306 bat, sich für die Kanonisation von Thomas of Hereford einzusetzen. Zu dieser Zeit war Ross ein Anhänger des aus England stammenden Dominikaners Thomas Jorz, Kardinalpriester von Santa Sabina, der forderte, dass Ross eine Kanonikerstelle an der Kathedrale von Hereford erhalten solle. Noch 1310 stand Ross im Dienst von Jorz. 1308 hatte Erzbischof Winchelsey Ross zum Offizial des Erzbistums Canterbury ernannt, und 1315 diente er als Kanzler von Erzbischof Walter Reynolds. 1308 war Ross auch Archidiakon von Shropshire geworden, dazu erhielt er weitere Pfründen in Hereford, Wells, an der Kathedrale von Salisbury und an der Kollegiatkirche von Wingham in Kent. 1317 legte er das Amt des Archidiakons nieder, als ihn Papst Johannes XXII. zum Prüfer von Streitfällen am Papsthof ernannte.

## Bischof von Carlisle
Nach dem Tod von Bischof John Halton hatte das Kathedralkapitel von Carlisle am 7. Januar 1325 William Airmyn zum neuen Bischof der Diözese Carlisle gewählt. Papst Johannes XXII. bestimmte jedoch Ross zum neuen Bischof, der am 24. Februar von Bernardo de la Tour, Kardinalbischof von Tusculum in Avignon zum neuen Bischof geweiht wurde. Am 25. März befahl ihm der Papst, in seine Diözese aufzubrechen, und am 20. Juni übergab der englische König Eduard II. Ross die Temporalien der Diözese. Am 7. Januar 1327 gehörte Ross während einer Ratsversammlung in Westminster zusammen mit Erzbischof Melton von York und den Bischöfen Hythe von Rochester und Gravesend von London zu den englischen Bischöfen, die angesichts der Abwesenheit des Königs Einwände gegen dessen Absetzung erhoben. Deshalb stimmten sie am 13. Januar nicht der Proklamation des Thronfolgers Eduard zum neuen König zu. Zusammen mit Melton nahm Ross am 2. Februar auch nicht an der Krönung von Eduard III. teil. Diese Haltung führte wohl dazu, dass Ross im Gegensatz zu anderen Geistlichen von der Regierung keine Ämter erhielt, um die Grenze zu Schottland zu verteidigen. Ross wurde auch nie Mitglied von anderen königlichen Kommissionen.
Das Urkundenregister von Ross ist nur teilweise erhalten. Danach lebte er im ersten Halbjahr 1330 auf dem bischöflichen Gut von Rose in Cumberland, doch später lebte er in London oder auf den bischöflichen Gütern Horncastle in Lincolnshire und Melbourne in Derbyshire. Mit den Kanonikern des Kathedralkapitels von Carlisle geriet Ross über die Aufteilung der Rechte und Einkünfte der Diözese in einen so heftigen Streit, dass er die Kanoniker schließlich exkommunizierte. Auch mit John Kirkby, dem Prior von Carlisle, geriet er über die Einkünfte der Diözese in Streit, worauf er diesen ebenfalls exkommunizierte. In seinen letzten Lebensjahren war Ross schwer erkrankt, er starb kurz vor dem 4. Mai 1332. Er wurde nicht in Carlisle, sondern vermutlich in seiner südenglischen Heimat beigesetzt.